# نمایشگاه رسانه و تجارت ای۳ ۲۰۱۷
نمایشگاه رسانه و تجارت ای۳ ۲۰۱۷ (به انگلیسی: Electronic Entertainment Expo 2017) که به اختصار ای۳ ۲۰۱۷ نامیده می‌شود، بیست و سومین دورهٔ نمایشگاه ای۳ بود. این نمایشگاه از تاریخ ۱۳ تا ۱۵ ژوئن ۲۰۱۷، برابر با ۲۳ تا ۲۵ خرداد در شهر لوس آنجلس برگزار شد.

## شرکت‌های حاضر
حدود ۸۵ شرکت در حوزهٔ صنعت بازی‌های ویدئویی، سخت‌افزاری و… در این نمایشگاه شرکت کردند. تأثیر گذارترین شرکت‌ها در حوزهٔ بازی‌های ویدئویی در این دوره شامل بتسدا، الکترونیک آرتز، مایکروسافت، نینتندو، سونی و یوبی‌سافت بودند.
سایر شرکت‌ها در جدول زیر آمده‌است:
| - 505 Games - 11 Bit Studios - Activision Publishing, Inc. - Aksys Games - Alienware - Arozzi North America, Inc. - ASTRO Gaming - ATLUS / SEGA - Atlas Supply Co. - BANDAI NAMCO Entertainment America Inc. - Bethesda - Bigben Interactive - Big Way Games Inc. - bionik/My Arcade - BKOM Studios - Bloody - Capcom U.S.A. , Inc. - CaptoGlove LLC - Chetu, Inc. - China Press & Publication Pavilion - CINKCIARZ PL - Click Entertainment Ltd. - COUGAR | - Cracked Heads LLC - Creative Labs - Crytek GmbH - Daedalic Entertainment GmbH - Dell - DGL GROUP - DreamScreen - DXRACER USA LLC - Epic Game Inc - EZ Group - FDCServers.net - Focus Home Interactive - GAME INFORMER - GAMELOFT - GameSpot - Gaming Outfitters - Genertec - China Pavilion - GFUEL - GIANTY Inc. - Grey Box - HIDEit Mounts - Hori - Hyperkin, Inc. - IGN - Immersion Corporation |
| - InComm - InnoGames - Kalypso Media - Konami Digital Entertainment, Inc. - Kontrolfreek - LIFEFORM - Little Buddy, LLC - Logitech G - Maximum Games - MAYFLASH LIMITED - Mecca Electronics - MEDION AG - Microsoft Corporation - MomoCon / Dragon Con - Multiverse - MX4D - nDreams - Neurable - Nexon America, Inc. - Next Level Racing - Nintendo of America Inc. - NVIDIA Corporation - Nyko Technologies - PENGUIN RANDOM HOUSE - PRIMA - Perfect World Entertainment - Performance Designed Products - Pico Technology Co. , Ltd. - Plantronics - PowerA - Psyonix, Inc. - R.D.S. INDUSTRIES INC. | - Rebellion - Rightside - RIZING GAMES - ROCCAT, Inc. - SEGA Europe - Shacknews - Sony Interactive Entertainment America LLC - Southern Wars - Splash Damage - Square Enix, Inc. - Swiftpoint - Take-Two Interactive Software, Inc. - TaleWorlds Entertainment - Team17 - Telltale Games - Tencent - THQ Nordic Games - Thrustmaster - Tobii AB - Turtle Beach - Twitch - Ubisoft Entertainment - WangYuan ShengTang - WarHorse Studios - Warner Bros. Interactive Entertainment - Wuhan Firegame Co. , Ltd. - XSEED Games |

## کنفرانس‌های مهم

### الکترونیک آرتس
الکترونیک آرتس با نمایش چند دقیقه ای از فیفا ۱۸ این بازی را معرفی نمود. همچنین بازی‌های «Way Out» به کارگردانی جوزف فرس، جنون سرعت پی‌بک و «Anthem» محصول شرکت بایوور نیز در این کنفرانس معرفی شدند. همچنین در آخر این کنفرانس الکترونیک آرتز نمایش طولانی را برای نسخهٔ «Star Wars Battlefront 2» در نظر گرفت. این قسمت برخلاف نسخهٔ پیشین خود دارای بخش داستانی خواهد بود.

### بتسدا
کنفرانس ۳۷ دقیقه‌ای بتزدا با معرفی بازی‌های دوم و فال‌اوت ۴ بر پایه هدست واقعیت مجازی آغاز شد؛ که این دو عنوان برای هدست واقعیت مجازی اچ‌تی‌سی وایو و پلی‌استیشن وی‌آر معرفی شدند. در حقیقت بازی اول یک نسخهٔ بهبود یافته برای عینک واقعیت مجازی و دومین بازی نسخهٔ واقعیت مجازی بود.
پس از آن با بازی شیطان درون ۲ با پیش‌پرده ۶ دقیقه‌ای و پس از آن نسخهٔ جدید ولفنشتاین با عنوان ولفنشتاین ۲: غول جدید «Wolfenestein II: The New Colossus» معرفی شدند. پیت هاینز مدیر بازاریابی این شرکت اعلام کرد که بازی‌های معرفی شده در سال ۲۰۱۷ عرضه خواهند شد.

### سونی
در این کنفرانس سونی اینتراکتیو انترتینمنت تصمیم گرفت با نیم ساعت Pre-Show کنفرانس خود را آغاز کند. دو بازی «Ni No Kuni 2» و گرن توریسمو اسپورت در ابتدا معرفی شدند و سپس در بخش اصلی کنفرانس پیش‌پرده‌ای از بسته تکمیلی آنچارتد: میراث گمشده نشان داده شد.
بسته تکمیلی هورایزن زیرو داون با عنوان «The Frozen Wilds» نیز معرفی شد. یک ویدئوی جدید از دیز گان به نمایش داده شد، این بازی در سال ۲۰۱۶ در همین نمایشگاه معرفی شد. سونی همچنین از عناوین شخص ثالث شامل «Monster Hunter World» و مارول علیه کپکام: ابدیت محصول شرکتکپکام، و دستینی ۲ محصول شرکت اکتیویژن که برای کنسول‌های بازی و رایانه‌های شخصی عرضه خواهد شد رونمایی نمود. همین‌طور سونی از یک نسخه بازسازی شده عنوان سایه کلوسوس در این دوره خبر داد.
در ادامه سونی تعدادی بازی را برای وی آر معرفی کرد؛ و پس از آن ویدئوی جدید از خدای جنگ به نمایش درآمد. این بازی در اوایل ۲۰۱۸ برای کنسول پلی‌استیشن ۴ عرضه می‌شود. برای ختام این کنفرانس، سونی دو بازی دیترویت: بیکام هیومن و مرد عنکبوتی را معرفی کرد و کنفرانس خود را به پایان رساند.

### مایکروسافت
مایکروسافت با معرفی کنسول ایکس باکس وان ایکس کنفرانس خود را آغاز کرد. مایکروسافت اعلام کرد که این کنسول بازی میان نسلی بازی‌های قدیمی معرفی شده برای ایکس‌باکس وان را نیز پشتیبانی خواهد کرد. در ادامه عناوین مستقلی همچون «Ashen» و «The Last Night» و «Tacoma» و… معرفی شدند.
دن گرین والت مدیر استودیوی T10 اعلام کرد بازی انحصاری Forza 7 در کنسول ایکس‌باکس وان ایکس با وضوح ۴کی و سرعت ۶۰ فریم بر ثانیه اجرا خواهد شد. سه بازی انحصاری عبارت بودند از «Crackdown 3» و «Sea of Thieves» و «State of Decay 2».
بازی‌های مولتی پلتفرم (بازی‌هایی که برای چند سیستم مختلف عرضه می‌شوند) که در این کنفرانس معرفی شدند مانند: مترو اکسدس و "Anthem" و "لایف ایز استرنج ۲" "Before The Storm" و "Code Vein" و "Dragon Ball FighterZ" بودند.

### یوبی‌سافت
یوبی‌سافت با معرفی عنوان «Mario + Rabidds: Kingdom Battle» کنفرانس را آغاز کرد. عنوانی که ترکیبی از سوپر ماریو و خرگوش‌های معروف یوبی سافت است. این بازی به صورت انحصاری برای نینتندو سوئیچ عرضه می‌شود. در این کنفرانس نیز «شیگرو میاموتو» خالق سوپر ماریو حاضر شد.
پس از آن نوبت Crew 2 شد و پس از آن بازی واقعیت مجازی «انتقال» (به زبان انگلیسی: Transference) معرفی شد. شعبهٔ سنگاپور یوبی‌سافت عنوان جدیدی به نام اسکال اند بونز معرفی کرد که این بازی نبردهای دریایی عنوان کیش یک آدم‌کش ۴: پرچم سیاه را به عنوان هستهٔ اصلی استفاده کرده و آنرا گسترش داده‌است. در پایان اسسینز کرید اوریجینز، فار کرای ۵ و Byond Good and Evil 2 نیز نمایش داده شدند.